# 元郷氷川神社
元郷氷川神社（もとごうひかわじんじゃ）は、埼玉県川口市元郷1丁目の住宅街に鎮座する神社であり、旧社格は村社。
また「川口九社」の内の1社。
正式名称（登記上の宗教法人名称）は他の氷川神社同様に「氷川神社」であるが、他と区別するため、鎮座地名を冠し「元郷氷川神社」と称される。
また古来より「子は全ての宝物にも勝る何よりの宝」と云われ、子孫繁栄は家の幸せの象徴とされてきた。子宝（子授け）成就・子孫繁栄に霊験灼たかな社であることから「しあわせの宮」とも称される。

## 由緒・歴史
- 主祭神
  - 素盞嗚尊
  - 市杵島姫命

- その他の御祭神（以下に挙げる御祭神は明治から大正期における神社合祀に伴い近隣より合祀された神々である）
  - 倉稲魂命
  - 菅原道眞公
  - 大山咋命
  - 火産靈命
  - 奥津比古命
  - 奥津比賣命

- 創建：室町時代後期に岩付城主太田資正家臣にして平柳領十五ヶ村領主平柳蔵人が夢告により、大宮氷川神社を勧請し創建した事に始まる[1]。元郷村鎮守[1]として崇敬を集め、四ノ宮又は四郎ノ宮[1]と称されていたと云う。そのためか、当神社には宝永4（1707年）年の「四ノ宮 氷川大明神」と記された社号額が存在する。創建当初は荒川堤側に社殿が造営されたが度重なる水難を避けるため、元和8年（1622年）に現社地へ遷座したと伝えられる。
- 社殿の造営（宝永4年）
- 神紋である三つ雲巴社殿の造営（明治2年）

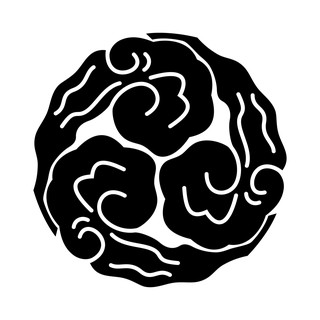
神紋である三つ雲巴

- 村社(明治8年3月18日允許)に列せられる。
- 稲荷社（大字弥兵衛新田字大山田村社）、山王社（大字弥兵衛新田字屋敷添無格社）、稲荷社（大字新井方字狭間村社）、須賀社（新井方稲荷社境内社）を合祀（明治40年7月17日）。
- 神社合祀令により古禄天神、岡野稲荷神社、鹽竈稲荷神社、御嶽神社、天満大自在天神、冨士浅間神社 等を境内摂社として遷祀（大正9年10月18日）。
- 神楽殿が関東大震災（大正12年9月1日発生）により倒壊。
- 神楽殿を再建（昭和元年）、但し現存せず。
- 神饌幣帛料供進社に指定される（昭和8年10月13日）。
- 本殿の補修、拝殿及び社務所の改築、参道及び境内の整備が行われる（昭和44年）。
- 幣殿の改築、授与所の新築、国旗掲揚等の設置（平成2年）。
- 御遷座400年奉祝記念大祭を斎行（令和4年10月18日）。
- 御遷座400年奉祝記念事業として社務所を改築（令和5年）。

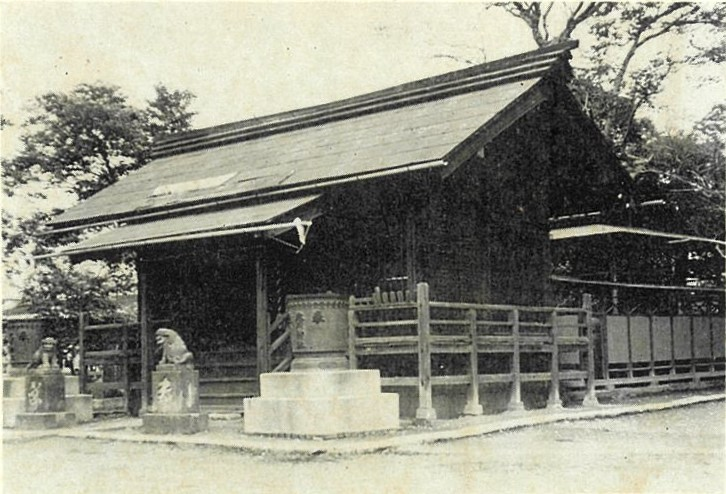
昭和期に撮影された旧拝殿

## 神徳
- 素盞嗚尊：災難除、武道上達、子授け
- 市杵島姫命：安産、子授け、財運、技芸上達、交通安全
- 倉稲魂命：五穀豊穣、商売繁昌、事業繁栄
- 菅原道眞公：学問成就、合格祈願
- 大山咋命：五穀豊穣
- 火産靈命：奧津比古命・奧津比売命と共に「竈三柱大神」として竃（台所）に祀られる。
- 奧津比古命：火産靈命・奧津比売命と共に「竈三柱大神」として竃（台所）に祀られる。
- 奧津比賣命：火産靈命・奧津比古命と共に「竈三柱大神」として竃（台所）に祀られる。

## 年中行事

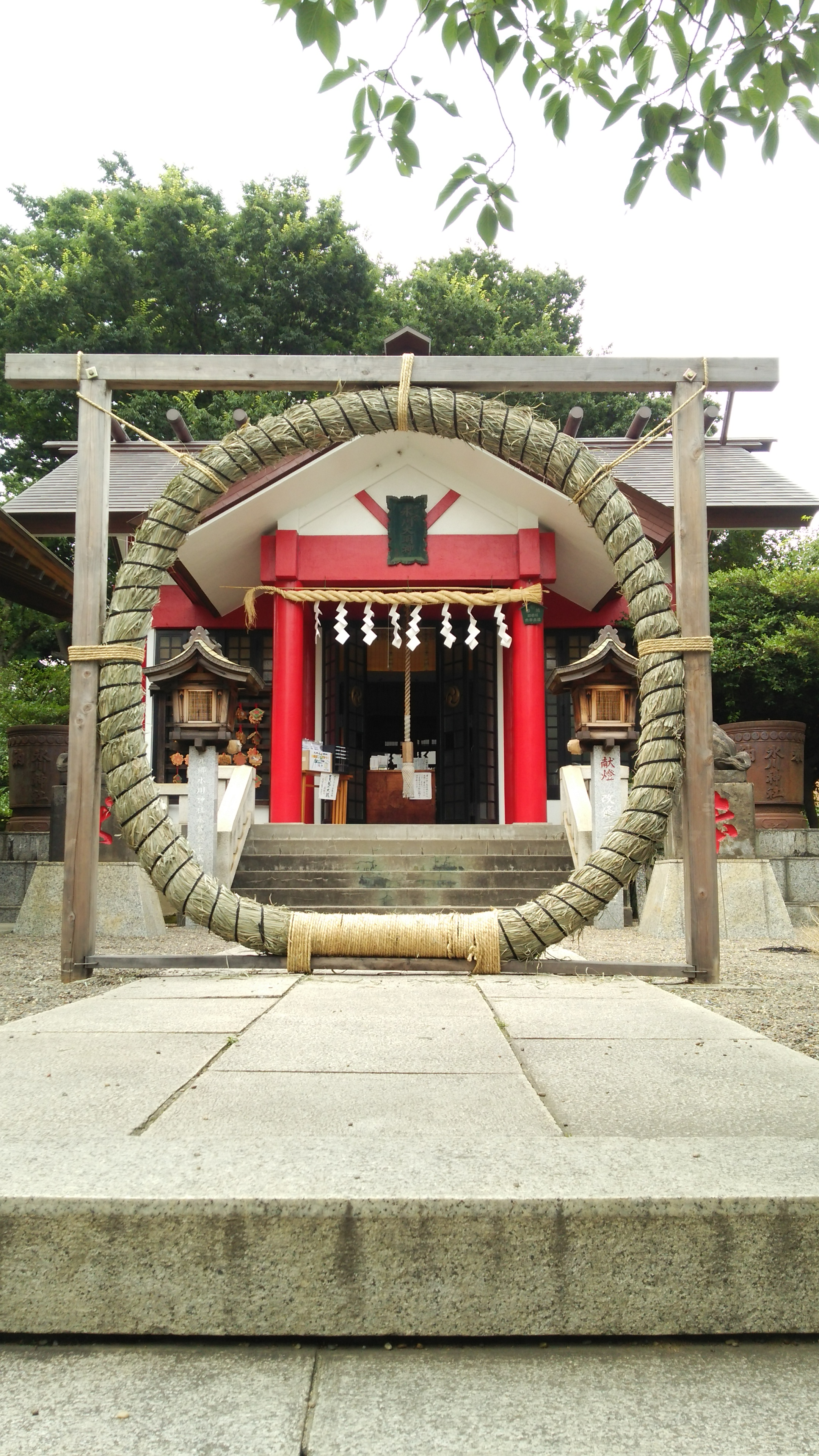
境内に設置された茅の輪

- 歳旦祭（1月1日）
- 十二社例祭（1月29日）
- 紀元節祭・祈年祭（2月11日）
- 春季祖霊祭（春分の日）
- 御田植祭（5月上旬）
- 夏越しの大祓（6月30日）
- 神燈祭・七夕まつり（7月第1土曜日）
- 秋季祖霊祭（秋分の日）
- 御田刈祭（9月下旬）
- 例大祭（10月第3土・日曜日）
- 新嘗祭（11月23日）
- 冬至祭（冬至入りの日）
- 年越しの大祓（12月31日）

## 境内
鳥居

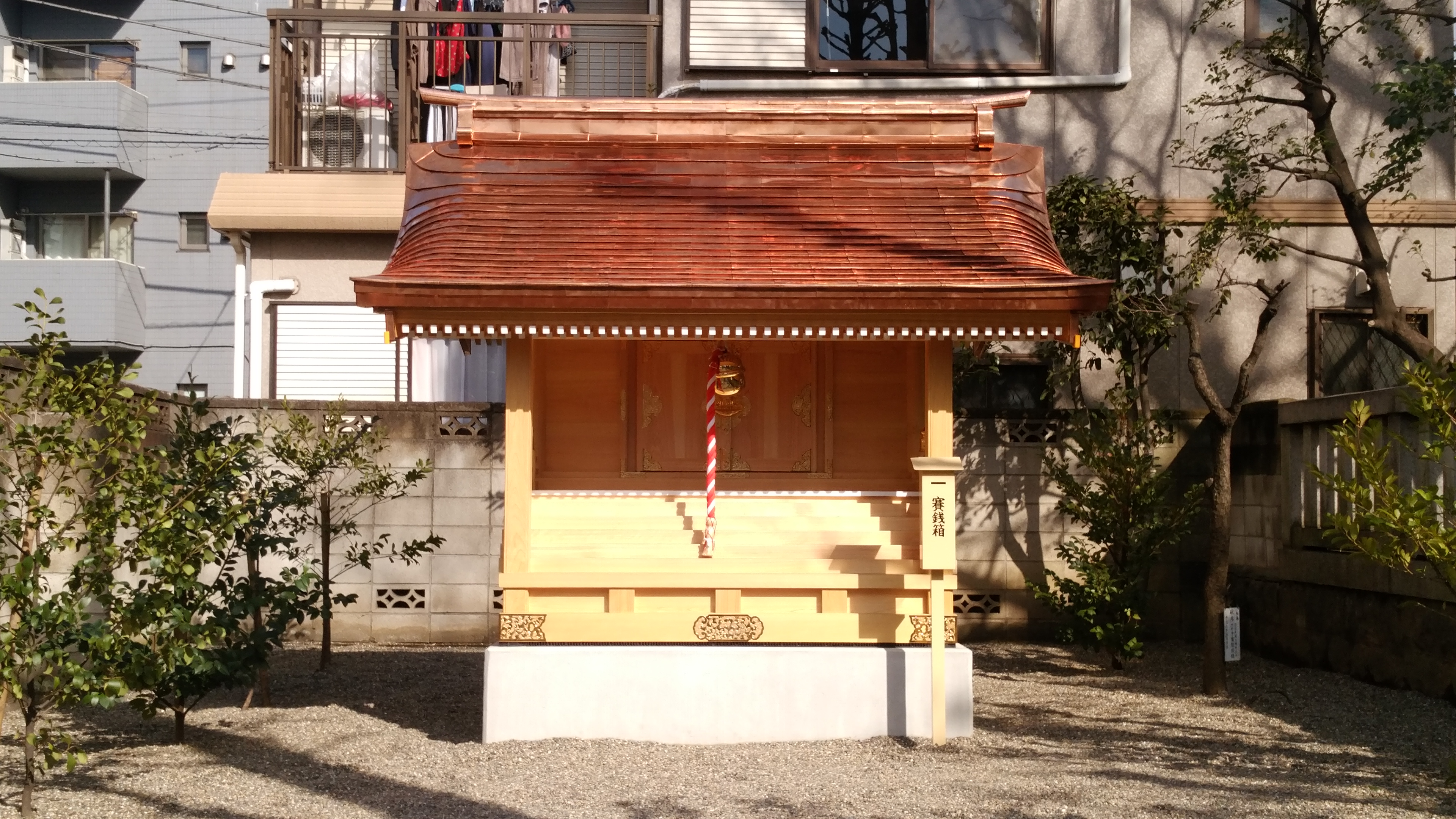
境内の西北隅に鎮座する十二社

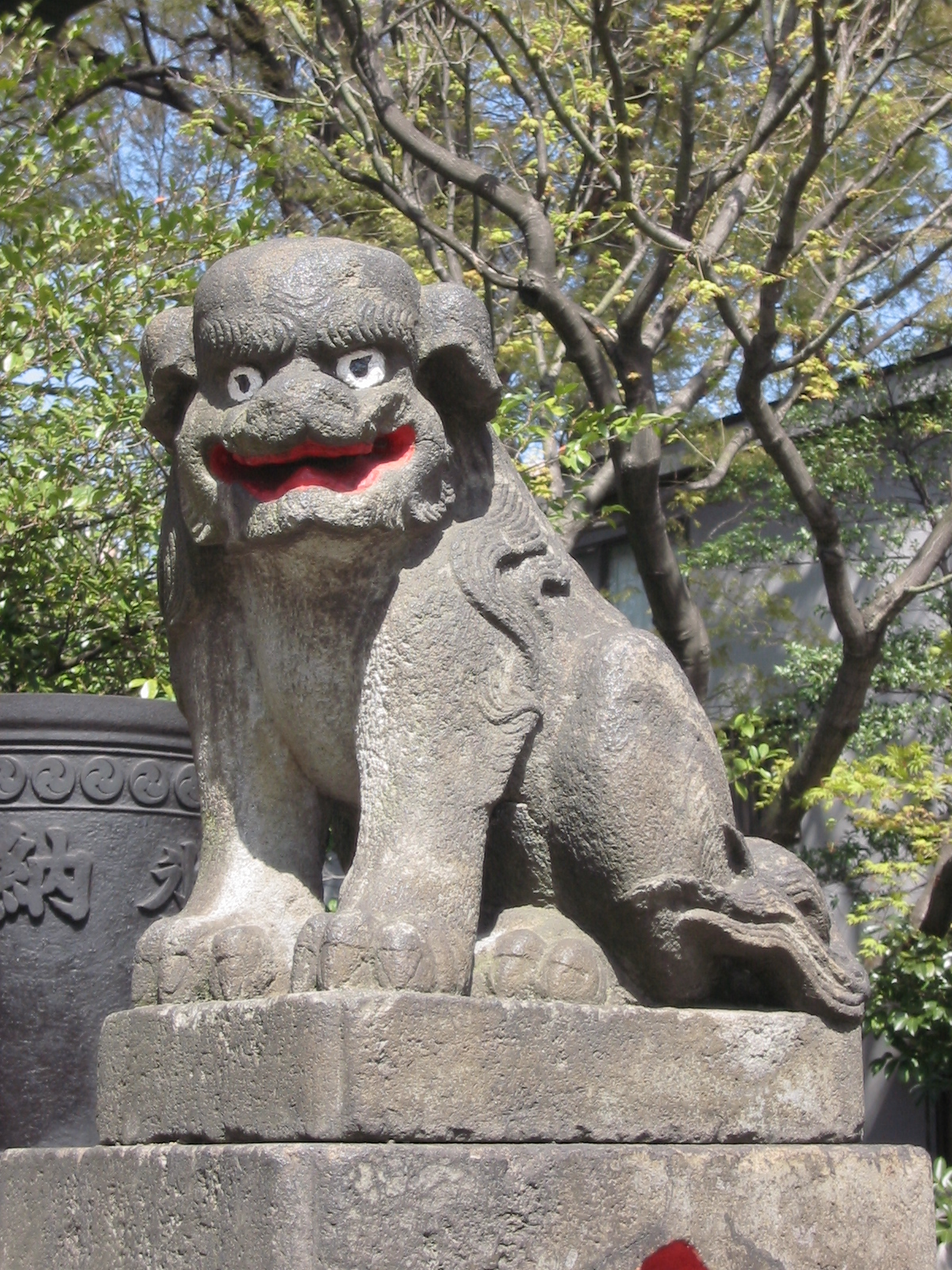
狛犬（阿形）

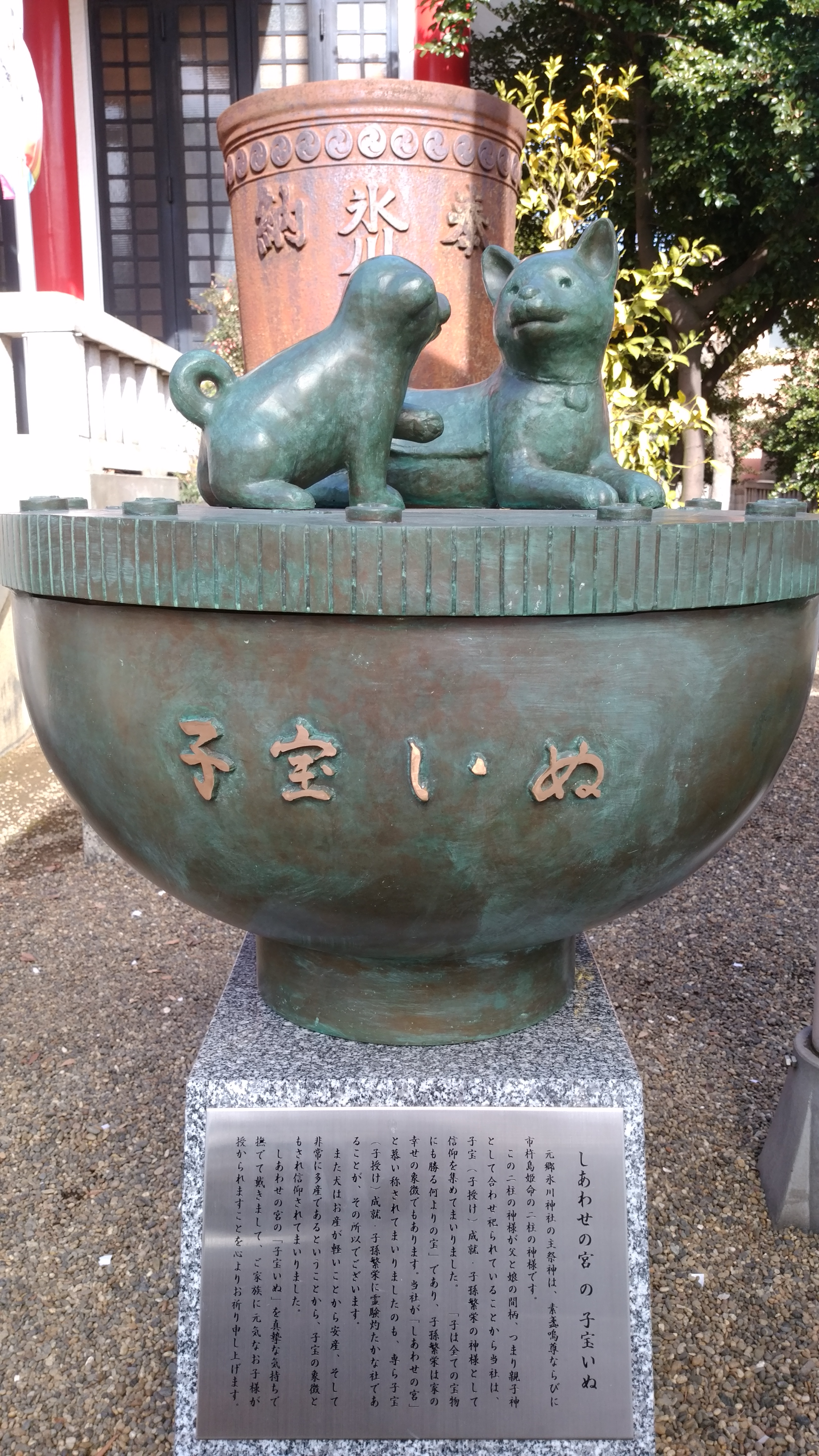
子宝いぬ像

形式は石造の明神鳥居で、安政2年の晩秋に国土安全・天下泰平を願い建立された。かつて立っていた鳥居は安政の大地震により倒壊したと思われる。
摂社
十二社が鎮座する。当社にかつて摂社として鎮座していた天満宮、大山阿夫利神社、三峯神社、古峯神社、天王社、金比羅宮、御嶽神社、浅間神社、塩竈稲荷神社、笠間稲荷神社、第六天宮、榛名神社の12の社を1社に纏め合祭殿として改築され、令和2年1月29日に遷座祭が斎行された。
狛犬
狛犬の形式としては、俗に流れ尾といわれるものに分類される。
天保12年、当所深町（現在の川口市元郷5丁目辺り）の倉田家17代目である倉田三右衛門の次男で、後に下谷千束に移り住んだ三谷屋榮藏により奉納。
また、当社の狛犬は安産に霊験があることから「安産狛犬」と称され、狛犬の頭やお腹を撫でる妊婦や家族の姿が目立つ。
子宝いぬ像
主祭神が父娘神であることから、子宝成就・子孫繁栄の神様としても広く崇敬を集め、御神徳を象徴するものとして平成30年12月にブロンズ製の犬の母子像、「子宝いぬ」が氏子有志により奉納された。

## 交通
- 最寄駅：埼玉高速鉄道線川口元郷駅より徒歩5分、JR京浜東北線川口駅より、バス元郷1丁目下車すぐ。